# Вересенец
Вересенец — деревня в Опочецком районе Псковской области России. Входит в состав Пригородной волости Опочецкого района.
Расположена у левого берега реки Великая, в 12 км к югу от города Опочка, на автодороге на Себеж (А117).
Численность населения по состоянию на 2000 год составляла 21 человек, на 2012 год — 6 человек.

## Топографические карты
- Лист карты O-35-XXXV Себеж. Масштаб: 1 : 200 000. Состояние местности на 1983 год. Издание 1987 г.